# Agrotis dubordieui
Agrotis dubordieui är en fjärilsart som beskrevs av De Lajonquère 1958. Agrotis dubordieui ingår i släktet Agrotis och familjen nattflyn. Inga underarter finns listade i Catalogue of Life.